# Amt Hötensleben
Das Amt Hötensleben war eine Verwaltungs- und Gerichtsbezirk im heutigen Landkreis Börde in Sachsen-Anhalt.
Die Entstehung des Amtes Hötensleben ist eng mit der Burg Hötensleben verknüpft. Diese wurde 1016 erstmals urkundlich erwähnt und bildete den Kern der Herrschaft über die Umgebung. Im Laufe der Geschichte wechselten die geistlichen und die weltlichen Landesherren. Während die Burg zum Ausgang des Mittelalters verfiel und die militärische Bedeutung verlor, bildeten sich Amtsstrukturen heraus. 1475 erhielt Johann von Bartensleben für 5100 Gulden das Amt von Erzbischof Johann von Magdeburg. Am 21. April 1549 ging die Burg und das Amt an Hans „den Reichen“ aus der Familie derer von Bartensleben und an seinen Bruder Jobst über. Nach dessen Tod fiel das Amt an das Erzbistum Magdeburg als erledigte Lehen zurück. 1816 wird Albert von Arnstedt als Besitzer genannt. 1645 kaufte Hans Christoph von Königsmarck, Feldmarschall in schwedischen Diensten, Dorf und Amt Hötensleben für 32.000 Reichstaler. 1662 erwarb Friedrich II. von Hessen-Homburg Dorf und Amt Hötensleben. Das Amt im Herzogtum Magdeburg blieb bis zum Ende des HRR im Besitz von Hessen-Homburg. 1718 erhielt Kasimir Wilhelm von Hessen-Homburg im Rahmen einer Erbauseinandersetzung mit seinen Brüdern Dorf und Amt Hötensleben und ließ die verfallene Burg zu einer kleinen Residenz ausbauen.
Das Amt bestand zum Ende des HRR aus den Orten Hötensleben, Ausleben, Barneberg, dem Vorwerk Neuenbau, der Offleber Krug und den Dörfern Ohrsleben, Wackersleben und Warsleben.
Mit dem Reichsdeputationshauptschluss wurde Hessen-Homburg 1803 mediatisiert und das Amt Hötensleben fiel an Hessen-Darmstadt. Mit dem Frieden von Tilsit 1807 wurde das Amt Teil des Königreichs Westphalens und wurde dort den Distrikt Neuhaldensleben zugeordnet. Nach dem Wiener Kongress wurde es Teil des Landkreises Haldensleben.
Die Amtsstruktur des Amtes Hötensleben fand sich noch in der Kreisreform in der DDR 1950 wieder: Die Gemeinden Ausleben, Barneberg, Hötensleben, Ohrsleben und Wackersleben, also der Kern des ehemaligen Amtes, wechselten aus dem Landkreis Haldensleben in den Landkreis Oschersleben (Bode).

## Amtmänner

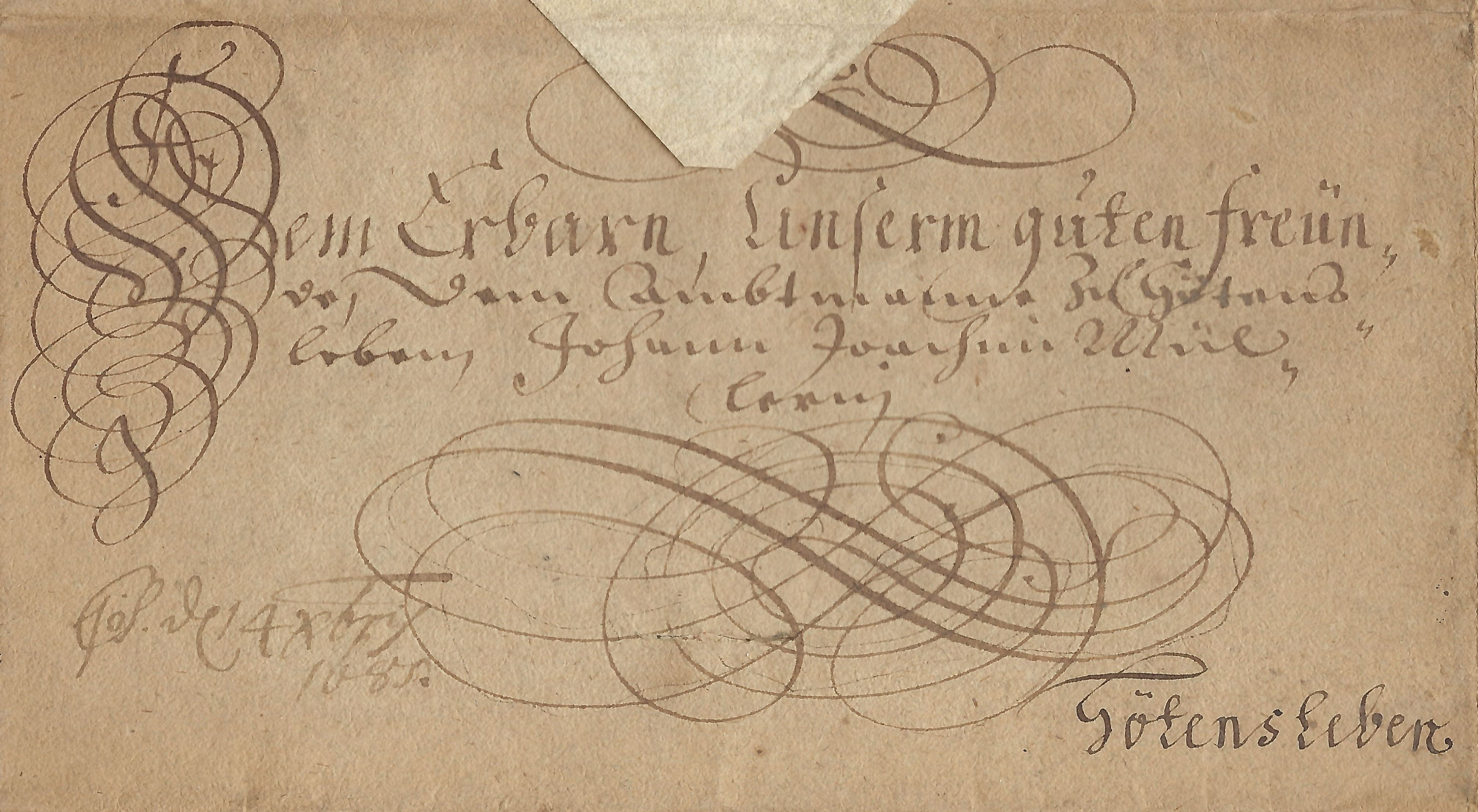
An den Amtmann Johann Joachim Möller adressierter Brief von 1685

- bis 1724: Johann Joachim Möller (ca. 1659–1724), Oberamtmann